# Divekick
Divekick（ダイブキック）とは、アメリカイリノイ州シカゴのOne True Game Studios開発によるインディーズ2D対戦格闘ゲーム。日本では改良版である『DIVEKICK ADDITION EDITION』がスクウェア・エニックスのEXTREME EDGES<GREEN>ブランドから2014年9月17日に配信が開始された。

## 仕様
従来の格闘ゲームの様にコマンド入力も多くのボタンも存在しない。使うのはジャンプボタンとキックボタンの2つのみである。
更にコンボはおろか体力の概念すら存在せず、5ラウンド先取で相手にキックが一発当たれば勝利という格闘ゲームの難しさを徹底的に排除したシステムとなっている。
『MARVEL VS. CAPCOM 3 Fate of Two Worlds』のXファクターや『ストリートファイター X 鉄拳』のジェムシステムに類似したシステムも搭載している。
当初はDiveとKickの2キャラのみ使用可能だったが、キャラ追加が進み、2013年5月の時点で、登場キャラクター数は全12キャラにまで増加がされた。
各キャラはジャンプスピード、キックの降下角度の違いなどそれぞれ異なる特徴付けがなされている。

## プレイ
左ボタンはダイブボタンであり、主に垂直ジャンプに使用される。右ボタンがキックボタンで、ダイブキック攻撃とバックジャンプを担う。攻撃が命中すると1ラウンド獲得。
キックの空振りで画面下のクツの形のゲージが溜まっていく。ボタンの同時押しによって、ゲージを消費して特殊技が発動する。満タンになると「キックファクター」が発生してゲージ減少が始まり、なくなるまでの一定時間はプレイヤーキャラクターがスピードアップする。
ゲージはラウンドをまたいで持ち越される。勝利したプレイヤーのみ、キックファクターの効果も持ち越される。なお、相手の頭に命中させて勝利すると「ヘッドショット」となり、次ラウンドでは相手はゲージを失い、一定時間スピードが減少する。
なお、画面上に体力ゲージらしきものが表示されているが、これはあくまでも演出である。

## 開発経緯
元々は当時流行していた『スーパーストリートファイターIV アーケードエディション』において、ユンとヤンの雷撃蹴（空中急降下キック）が高性能すぎて猛威を奮っていたことを皮肉って製作されたと思われるジョーク作品であった。
その後、EVO2012などでも出展され一部プレイヤーから好評となり、正規開発に至った。

## 登場キャラクター
Dive
本作の主人公。
Kick
ダイブの双子の弟。後ろ向きにかぶった青い帽子と、黒いジャージが特徴の男性。
Mr.N
不正を用いてアンクル・センセイを引退させた、肥満体の男。一ラウンドだけヘッドショットでラウンドを取られても気絶しない。
Redacted
偶然特殊な薬液を浴びて知能と体力が強化されたメスのクズリ。
Kung Pao
異世界でのダイブキックのチャンピオンで、偶然この世界に来た。
Dr. Victoria Shoals
ダイブキックを使う者のみがかかる病・フットダイブを研究する足病医。フットダイブが顔に発症したため常にマスクをつけ、足に金属製のブーツを履いている。
Uncle Sensei
ダイブとキックのおじであり、二人の師匠。ダイブキックのワールドチャンピオンを何度も獲得した男性。四肢にブーツを履いた、上半身裸といういでたちで、逆立ちからHand kickなる妙技を繰り出す。
Alex Jefailey
ダイブキック大会の主催者。ラウンドを取る度に頭が大きくなりヘッドショットを取られやすくなる。
The Baz
格闘大会への参加を拒絶され続け、ダイブキックの大会に出場する男性。賞金稼ぎとして生計を立てており、Mr.Nを追っている。
MarkMan
『鉄拳』シリーズのファンにして、キックボックスの開発者。
アメリカ合衆国のゲーム周辺機器メーカーMad Catzの社員マーク・フリオがモデルとなっており、マッドキャッツの社章の入った黒いTシャツを着ている。
Stream
拘束服を来た悪魔のようなモンスター。キーボードの牢獄から解放され、現実世界で開かれる大会を荒らすべくプレイヤーたちの前に現れた。
S-Kill
本作のラスボスで、本作世界の調整者。
Kenny
Mr.Nに殺され、天使として地上に舞い降りた青年。ザ・バズを除くすべてのキャラクターの性能に変化する特殊なキャラクターで、ラウンドごとにランダムで切り替わる。ただし必殺技はケニー自身の固有技になっている。
Johnny Gat
『Divekick: Addition Edition』より追加された、『Saints Row IV』からのゲストキャラクター。